# Plectroninia radiata
Plectroninia radiata är en svampdjursart som beskrevs av Jean Vacelet 1967. Plectroninia radiata ingår i släktet Plectroninia och familjen Minchinellidae. Inga underarter finns listade i Catalogue of Life.